# 高嶋美奈子
高嶋 美奈子（たかしま みなこ、生年不明）は、日本の元女子サッカー選手。元サッカー日本女子代表。現役時代のポジションはフォワード。

## 来歴
日産FCレディース、シロキFCセレーナでプレー。日産FC在籍時の1993年には第5回日本女子サッカーリーグで、敢闘賞を受賞した。サッカー日本女子代表では、1994年8月のスロバキア遠征（2連戦）のメンバーに選出された。遠征2試合目、8月21日のオーストリア代表との試合で森本鶴や武岡イネス恵美子などと共にデビューした。日本代表での出場はこの1試合のみだった。

## 代表歴
- 1994年8月21日 - A代表初出場 - オーストリア戦

### 試合数
- 国際Aマッチ 1試合（1994）

| 日本代表 | 国際Aマッチ | 国際Aマッチ |
| 年       | 出場        | 得点        |
| -------- | ----------- | ----------- |
| 1994     | 1           | 0           |
| 通算     | 1           | 0           |

### 出場
| # | 開催日         | 開催地       | 会場 | 相手         | 結果 | 監督   | 大会               |
| - | -------------- | ------------ | ---- | ------------ | ---- | ------ | ------------------ |
| 1 | 1994年08月21日 | ドブニッツア |      | オーストリア | ○1-0 | 鈴木保 | スロバキア国際大会 |

## タイトル

### 個人
- 日本女子サッカーリーグ敢闘賞: 1回 (1993年)